# Spigelia catarinensis
Spigelia catarinensis är en tvåhjärtbladig växtart som beskrevs av E. F. Guimaraes och Fontella. Spigelia catarinensis ingår i släktet Spigelia och familjen Loganiaceae. Inga underarter finns listade i Catalogue of Life.